# Splitwind Island
Splitwind Island (englisch sinngemäß für Geteilter-Wind-Insel, in Argentinien und Chile Islote Rothschild) ist eine 400 m lange Insel im Wilhelm-Archipel vor der Graham-Küste des Grahamlands auf der Antarktischen Halbinsel. Sie liegt vor dem nördlichen Ende der Booth-Insel an der nördlichen Einfahrt zum Lemaire-Kanal.
Teilnehmer der Vierten Französischen Antarktisexpedition (1903–1905) unter der Leitung des Polarforschers Jean-Baptiste Charcot kartierten sie. Charcot benannte sie als Îlot de Rothschild nach dem französischen Bankier Édouard Alphonse James de Rothschild (1868–1949). Das UK Antarctic Place-Names Committee gab ihr 1959 den heute gültigen Namen, um Verwechslungen mit der Rothschild-Insel zu vermeiden. Dieser trägt der meteorologischen Besonderheit Rechnung, dass sich der Wind südlich der Insel häufig von demjenigen nördlich der Insel unterscheidet.